# San Bartolomé (Belmonte)
San Bartolomé ist eine Parroquia und ein Ort in der Gemeinde Belmonte de Miranda der Autonomen Region Asturien im Norden Spaniens.
Die 157 Einwohner (2011) leben auf einer Fläche von 12,52 km². Belmonte, der Verwaltungssitz der Gemeinde, ist über die „AS-15“ in 12,40 km zu erreichen.

## Dörfer und Weiler in der Parroquia
| Name          | Asturisch   | Einwohner 2011 | Koordinaten                 |
| ------------- | ----------- | -------------- | --------------------------- |
| Cutiellos     |             | 32             | 43° 21′ 35″ N, 6° 9′ 29″ W  |
| Hospital      | L’Hospital  | 27             | 43° 21′ 15″ N, 6° 10′ 39″ W |
| Lorero        | Llaureiru   | 19             | 43° 21′ 11″ N, 6° 11′ 2″ W  |
| Piquero       | El Piqueiru | 1              |                             |
| Pumarada      |             | 22             | 43° 21′ 30″ N, 6° 9′ 48″ W  |
| San Bartolomé |             | 56             | 43° 21′ 19″ N, 6° 10′ 14″ W |

## Sehenswürdigkeiten
- Pfarrkirche in San Bartolomé